# Matheus Iorio
Matheus Dutra di Iorio (São Paulo, 10 de junho de 1997) é um automobilista, modelo e coach brasileiro. Ele foi campeão da Fórmula 3 Brasil em 2016.

## Carreira como modelo
Matheus Iorio começou a trabalhar como modelo antes mesmo de iniciar sua jornada no automobilismo, com o próprio relatando que sua mãe o colocava para participar de comerciais. Posteriormente, ele conciliou a modelagem com o automobilismo. Em 2016, ele foi contratado pela Ford Models, estreando na São Paulo Fashion Week. Atualmente, está na agência Mega Model.

## Carreira no automobilismo

### Fórmula 3 Brasil
No ano de 2014, Iorio estreou na Fórmula 3 Brasil Light pela Hitech Racing, sendo o terceiro colocado no campeonato. Já na temporada seguinte, Iorio se transferiu para a Cesário Fórmula, venceu a corrida 2 da primeira rodada em Curitiba, conquistou mais seis pódios e foi vice-campeão da Fórmula 3 Brasil, atrás apenas de Pedro Piquet. Em 2016, voltou a correr na categoria defendendo a equipe Cesário Fórmula, e nesse ano, foi dominante, vencendo dez corridas e conseguindo mais quatro segundos lugares. Iorio só não esteve no pódio em duas corridas: na de abertura, no Velopark, na qual ele abandonou, e na corrida 2 de Londrina, na qual ficou em quarto lugar. Iorio se sagrou campeão fazendo 205 pontos, 65 a mais do que o vice, Guilherme Samaia.

### Eurofórmula Open

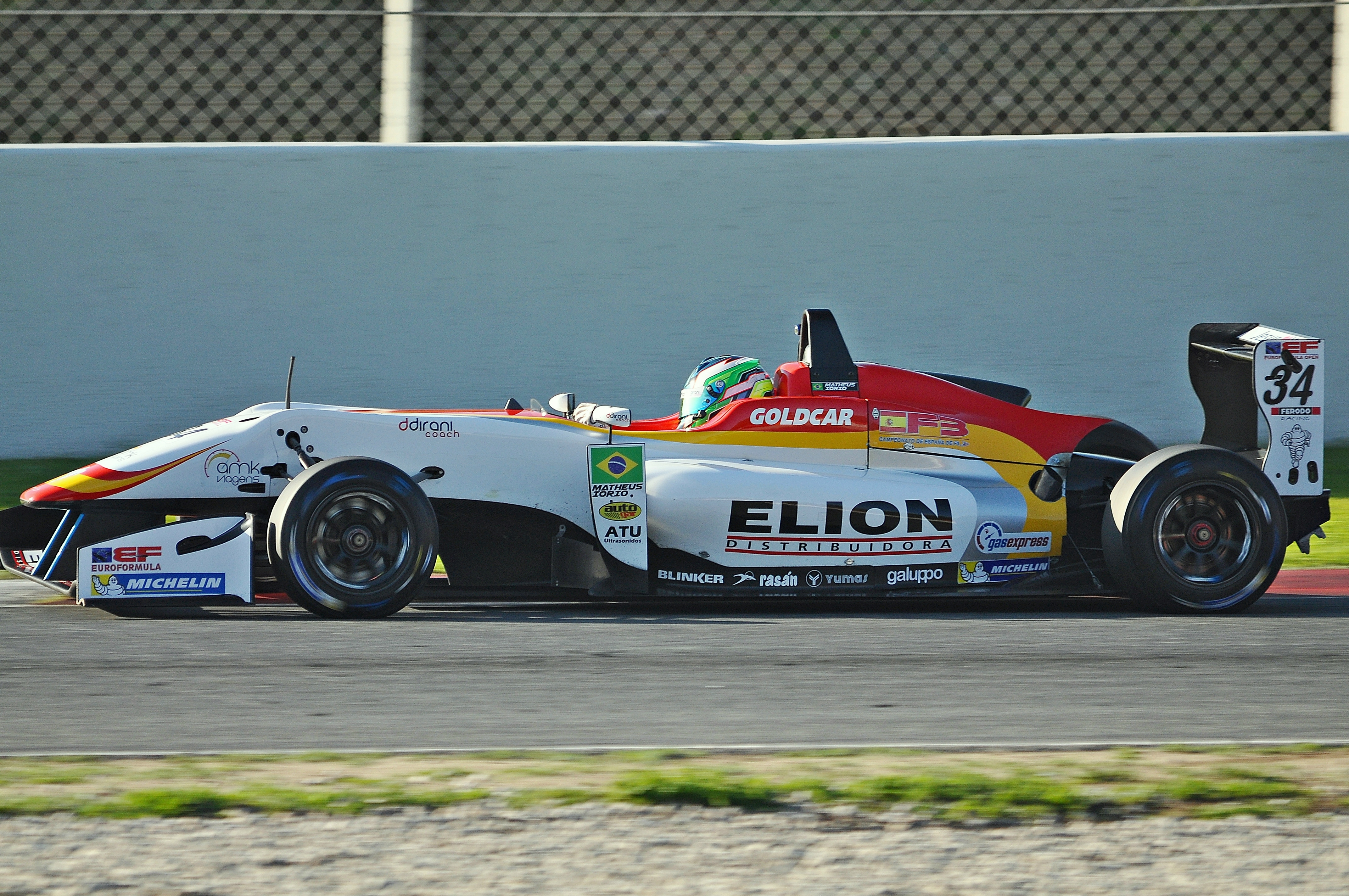
Iorio guiando o carro da Campos em 2017

Após seu título na F3 Brasileira, Matheus avançou rumo ao automobilismo europeu, indo disputar a Eurofórmula Open pela equipe Campos Racing em 2017. Ele conquistou um terceiro lugar na corrida que abriu a temporada, em Estoril, mas este foi o seu único pódio no ano. Iorio ficou em nono no campeonato de pilotos, tendo somado 52 pontos.
Em 2018, Iorio se transferiu para a Carlin. Mais uma vez, ele estreou a temporada com um pódio na corrida 1 de Estoril, agora com um segundo lugar, e após estar no pódio em todas as corridas da rodada de Paul Ricard, o paulistano chegou a ficar na vice liderança do campeonato, atrás apenas de seu compatriota Felipe Drugovich. Mas com o tempo, Matheus foi perdendo terreno e ao final da temporada, o piloto ficou na quarta colocação, totalizando cinco pódios, treze top-10 e 178 pontos.

### Porsche Cup
Em 2018, Matheus foi um dos finalistas da Junior Program. Em 2019, ele correu pela Porsche Cup Brasil na classe Carrera Cup 3.8. Nas 12 provas que disputou, Iorio venceu três, fazendo mais seis pódios, uma pole e encerrando o campeonato com 182 pontos, o que lhe rendeu o terceiro lugar em sua classe, ficando catorze pontos atrás de Felipe Baptista e dezoito atrás de Enzo Elias, o campeão da temporada.
Em 2020, Iorio esteve na categoria GT3 da Endurance Series, ficando em oitavo, com 112 pontos. Em 2021, ele participou da Carrera Cup, conquistando um pódio, e da GT3, fazendo dupla com Marçal Müller e vencendo uma prova em Goiânia e fazendo outro pódio. E em 2022, ele esteve na Endurance Sprint Challenge, conquistando uma vitória na última prova, em Interlagos, na qual dividiu o carro com Ricardo Fontanari e com Christian Fittipaldi.

### Stock Light
Matheus conciliou a sua carreira na Porsche Cup com a Stock Light em 2019, correndo na equipe Crown Racing Junior. Ele venceu em Londrina, Goiânia e Interlagos, totalizando 229 pontos, o que o colocou na 4ª posição e lhe deu o título de melhor estreante de 2019.
Iorio seguiu na categoria em 2020 com a Crown, mas dessa vez, ele só obteve uma vitória e mais quatro pódios, fechando o ano em quarto lugar, com 180 pontos.
Em 2021, Iorio participou novamente da Stock Light, se mudando para a KTF Sports, mas após três corridas, ele foi dispensado da equipe. Então, ele se transferiu para a W2 Racing, com quem conquistou uma vitória em Santa Cruz do Sul.

## Carreira como coach
Iorio conciliou suas funções como piloto e modelo com seu trabalho como coach de jovens pilotos, tendo trabalhado com o piloto da Fórmula 4 Brasileira Vinícius Tessaro.

## Resultados

### Fórmula 3 Light
| Ano  | Equipe        | Etapa | Etapa | Etapa | Etapa | Etapa | Etapa | Etapa | Etapa | Etapa | Etapa | Etapa | Etapa | Etapa | Etapa | Etapa | Etapa | Pontos | Classificação |
| ---- | ------------- | ----- | ----- | ----- | ----- | ----- | ----- | ----- | ----- | ----- | ----- | ----- | ----- | ----- | ----- | ----- | ----- | ------ | ------------- |
| 2014 | Hitech Racing | TAR   | TAR   | SCS   | SCS   | BRA   | BRA   | INT   | INT   | CUR   | CUR   | VEL   | VEL   | CUR   | CUR   | GOI   | GOI   | 3º     | 99            |
| 2014 | Hitech Racing | Ret   | Ret   | 6     | 9     | 7     | 7     | 13    | 11    | 7     | 10    | 12    | Ret   | 7     | 10    | DSQ   | 4     | 3º     | 99            |

### Fórmula 3 Brasil
| Ano  | Equipe          | Etapa | Etapa | Etapa | Etapa | Etapa | Etapa | Etapa | Etapa | Etapa | Etapa | Etapa | Etapa | Etapa | Etapa | Etapa | Etapa | Etapa | Pontos | Classificação |
| ---- | --------------- | ----- | ----- | ----- | ----- | ----- | ----- | ----- | ----- | ----- | ----- | ----- | ----- | ----- | ----- | ----- | ----- | ----- | ------ | ------------- |
| 2015 | Cesário Fórmula | CUR1  | CUR1  | VEL   | VEL   | SCS   | SCS   | SCS   | CUR2  | CUR2  | CAS   | CAS   | CGR   | CGR   | CUR3  | CUR3  | INT   | INT   | 2º     | 118           |
| 2015 | Cesário Fórmula | 3     | 1     | 2     | 2     | DSQ   | DSQ   | 4     | 5     | 2     | 4     | Ret   | 5     | 5     | 2     | Ret   | 5     | 2     | 2º     | 118           |
| 2016 | Cesário Fórmula | VEL   | VEL   | SCS   | SCS   | CAS   | CAS   | CAS   | INT1  | INT1  | LON   | LON   | BRA   | BRA   | GOI   | GOI   | INT2  | INT2  | 1º     | 205           |
| 2016 | Cesário Fórmula | Ret   | 1     | 1     | C     | 1     | 1     | 1     | 2     | 1     | 1     | 4     | 1     | 2     | 1     | 2     | 1     | 2     | 1º     | 205           |

## Prêmios  e indicações
| Ano  | Prêmio           | Categoria        | Resultado | Ref    |
| ---- | ---------------- | ---------------- | --------- | ------ |
| 2015 | Capacete de Ouro | Fórmula 3 Brasil | Indicado  | [ 23 ] |